# 連環計

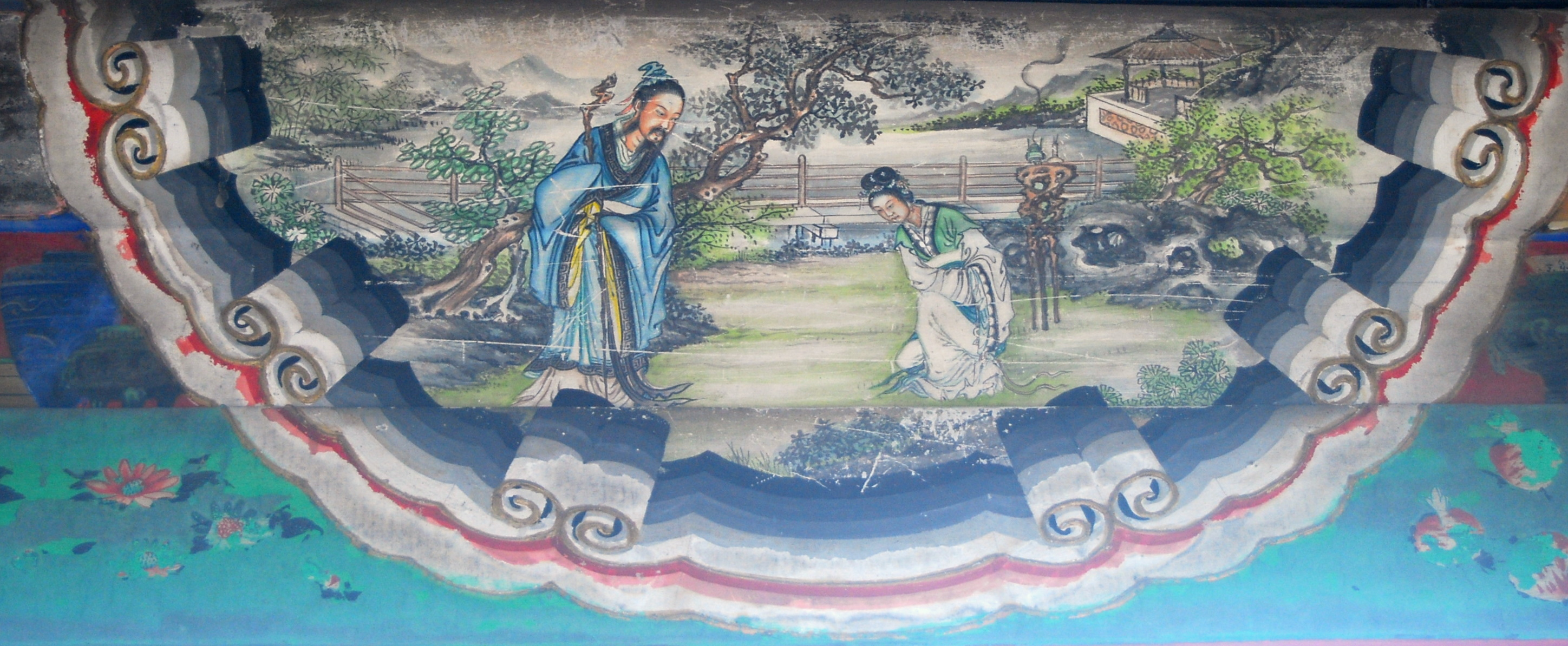
頤和園長廊繪畫：王允巧設連環計

連環計，又稱計中計，是三十六計之一，基本上是一計累敵，一計攻敵，數計並用，以使敵自累從而失敗，就像是指將數個計略，類似環與環一個接一個的相連起來施行一樣。假如連環計中其中一計不成功，對於整套策略的影響很是深遠，甚至會是以失敗為告終。
著名的連環計為《三國演義》出現的王允殺董卓之計和赤壁之戰中用的火燒連環船之計，以下分別介紹此兩計：
①在王允殺董卓之計首先用了美人計，以貂蟬作餌引起了董卓和呂布對貂蟬的愛慕之心，然後貂蟬又用離間計挑撥二人內訌，最後除掉董卓。
②在赤壁之戰中用的火燒連環船之計則由多人聯合而成的一條計策，首先由龐統假意向曹操獻計，將船用環連接在一起，以組合成適合不懂水性北方人的連環船陣，然後就由周瑜和黃蓋演一場苦肉計，最後就得到火燒連環船的結果。

## 淺釋
「連環」是指多數環圈連貫起來，成為一串。「連環計」是運用一種權術，引起對方發生連鎖反應，或激起多方面摩擦的計謀：首先誘使敵人自相牽制，然後再攻擊的謀略。它由兩個或兩個以上的計略組成，分為「累敵」（使敵相互牽制連累）和「攻敵」（致敵死命）兩個部份。

## 典故
俗稱的「連環計」，以《三國演義》中的「王允巧施連環計」為代表。這個名詞，是依據元曲上的「錦雲堂巧定連環計」而來。至明朝初年，有人修改了元曲本事，說王允要暗算董卓，以玉環交給貂蟬，援以密計，改曲名叫做「連環計」。世代相傳、以訛傳訛，又經羅貫中添油加醋，遂寫成這一段故事，流傳到今日。

## 原文
將多兵眾，不可以敵，使其自累，以殺其勢。在師中吉，承天寵也。

### 譯文
敵軍兵力強大，不能和它硬拼，應當運用策略使他們自相箝制，藉其削弱其力量。將帥能巧妙地運用計略，克敵制勝就像有天神相助一樣。